# Elisabethszeller Bach
Der Elisabethszeller Bach ist ein gut neun Kilometer langer Bach im Landkreis Straubing-Bogen in Niederbayern, der südlich von Neukirchen von rechts und Norden in den Bogenbach mündet.

## Geographie

### Verlauf
Der Elisabethszeller Bach entspringt auf über 735 m ü. NN. Die Quelle liegt westlich der Einöde Altenried, etwa einen Kilometer nördlich des Ortskerns von Elisabethszell. Von dort fließt er zuerst südlich zum Ort Elisabethszell, den er durchquert und hier leicht nach Osten verschwenkt, um bald wieder südlich zu verlaufen. An der Mündung des Ratzingergrabens wird die Richtung für 250 Meter nach Westen geändert, um dann wieder nach Süden zu verlaufen. Die Mündung des Sparrgrabens markiert den Beginn einer Auenzone mit deutlich reduziertem Gefälle, ausgeprägter Mäanderung und mehreren kürzeren Richtungswechseln. Neukirchen wird östlich passiert und südlich davon ist die Mündung in den Bogenbach, bevor dieser aus der Au in ein engeres Waldtal eintritt.

### Einzugsgebiet
Der Elisabethszeller Bach entwässert etwa 21,55 km² zum Bogenbach. Der höchste Punkt im Einzugsgebiet ist der Gipfel des Hadriwa und liegt auf 922 m ü. NN. Die Abgrenzung zum Einzugsgebiet des Klinglbachs im Nordosten ist der Kamm von Kreuzhaus über den Hadriwa und Pfarrerberg nach Maibrunn (911 m über dem Meer). Im Westen grenzt das Einzugsgebiet der Menach an. Hier verläuft die Abgrenzung von Kreuzhaus über den Sommerberg weiter zum Sattel der Kreisstraße SR 13 westlich von Elisabethszell, südlich über Ehrenberg, Winterberg, Loider Höhe nach Mitterkogl und Oberkogl, dann östlich nach Autsdorf und Inderbogen und wieder südlich nach Neukirchen, im Tal des Bogenbachs. Östlich liegt das Einzugsgebiet des Obermühlbachs. Hier verläuft die Wasserscheide von Maibrunn über Münchszell und den Urberberg weiter über Taußersdorf nach Neukirchen.

### Zuflüsse (Auswahl)
Liste der Zuflüsse von der Quelle zur Mündung. Daten im Allgemeinen nach dem BayernAtlas, insbesondere mit dort selbst abgemessenen Längen und nach dem Höhenlinienbild bestimmten Höhen. Andere Quellen sind notiert. Kursive Bezeichnungen sind Eigennamen nach den Quellen, nichtkursivierte Bachbezeichnungen beschreiben in Ermangelung eines solchen den Charakter des Gewässers.
- Hangbach, von links und Nordosten auf etwa 592 m ü. NN bei Haibach-Sägmühl, ca. 0,7 km und ca. 1,5 km². Entsteht auf etwa 695 m ü. NN westlich-unterhalb von Haibach-Waldwies im Wald.
- Hangbach, von links und Osten auf unter 520 m ü. NN bei Haibach-Ratzing, ca. 1,0 km und ca. 0,3 km². Zweigt auf etwa 655 m ü. NN am Südostrand von Haibach-Pillersberg nach rechts vom Ratzingergraben ab.
- Ratzingergraben, von links und Nordosten auf unter 485 m ü. NN bei Haibach-Ratzing zuletzt auf der Gemeindegrenze zu Neukirchen, ca. 1,4 km und ca. 1,8 km². Entsteht auf etwa 680 m ü. NN östlich über Pillersberg am Birkenberg.
- Wahdorfer Graben, von rechts und Nordwesten auf etwa 475 m ü. NN bei Haibach-Wahdorf, ca. 1,7 km und ca. 1,5 km². Entspringt auf über 630 m ü. NN an einem Hof von Haibach-Ehren.
- Waldklingenbach, von rechts und Nordwesten auf unter 455 m ü. NN am Nordrand von Neukirchen-Pürgl, ca. 0,5 km und ca. 0,3 km². Entsteht auf etwa 500 m ü. NN nördlich von Neukirchen-Seethal.
- Hackagraben, von links und Nordosten auf etwa 440 m ü. NN am Südrand des Ortskerns von Pürgl, ca. 1,8 km mit dem längeren linken Quellbach und ca. 1,3 km². Der längere Quellbach entsteht auf etwa 675 m ü. NN östlich-oberhalb von Haibach-Vornwald am Waldhang des Birkenbergs.
- Höflinger Graben, von links und Osten auf etwa 430 m ü. NN gegenüber der Pürgler Kirche St. Pauli Bekehrung, ca. 1,6 km und ca. 1,0 km². Entspringt auf etwa 690 m ü. NN östlich-oberhalb von Neukirchen-Haggnberg am Nordhang des Prünster Bergs.
- Sparrgraben (?)[3], von rechts und Nordwesten auf etwa 400 m ü. NN abwärts von Neukirchen-Notzling, 2,0 km[2] und 1,7 km².[2] Entsteht in längstem Ast auf etwa 570 m ü. NN südöstlich von Haibach-Unternebling
- Autsdorfgraben, von rechts und Nordwesten auf über 390 m ü. NN gegenüber dem Neukirchener Kollerhof, ca. 1,6 km mit dem längeren rechten Quellbach und ca. 0,9 km². Der längere Quellbach entsteht auf etwa 480 m ü. NN südwestlich von Neukirchen-Lehenfeld am Oberberg.
- Waldbach, von links und Osten auf etwa 390 m ü. NN am Kollerhof, ca. 1,5 km und ca. 1,4 km². Entsteht auf über 535 m ü. NN wenig östlich von Neukirchen-Prünst am Südwesthang des Prünster Bergs.
- Hangmuldengraben, von links und Nordosten auf etwa 375 m ü. NN durch Neukirchen-Inderbogen, ca. 1,0 km und ca. 0,6 km². Entsteht auf über 490 m ü. NN wenig westlich von Prünst.
- Dießenbach, von links und Nordosten auf etwa 363 m ü. NN in Neukirchen gegenüber dem Sportplatz noch vor der St 2139, 3,7 km[2] und 3,3 km².[2] Entsteht auf fast 700 m ü. NN bei Sankt Englmar-Münchszell östlich des Prünster Bergs.

## Umwelt
Der Elisabethszeller Bach wird dem Gewässertyp den grobmaterialreichen, silikatischen Mittelgebirgsbächen zugeordnet.

### Vorfluter
Die beiden kommunalen Kläranlagen in Elisabethszell und Neukirchen nutzen den Elisabethszeller Bach als Vorfluter. Die Ausbaugrößen (Anzahl Einwohner) der Anlagen betragen in Elisabethszell 1000 und in Neukirchen 1500.